# Mecolaesthus putumayo
Mecolaesthus putumayo là một loài nhện trong họ Pholcidae. Loài này được phát hiện ở Colombia.